# 아이슬란드 국영 방송
아이슬란드 국영 방송(아이슬란드어: Ríkisútvarpið, 약칭 RÚV)은 아이슬란드의 공영 방송이다. 두 개의 라디오 채널(Rás 1, Rás 2)과 한 개의 텔레비전 채널(RÚV (텔레비전 채널))을 가지고 있다. 본사는 레이캬비크에 있다.

## 역사
RÚV는 1930년에 라디오 방송을 시작하였고, 1966년에 텔레비전 방송을 시작하였다. 1956년부터는 유럽 방송 연맹의 회원이 되었다.
RÚV는 1986년까지 아이슬란드 내의 방송을 독점해왔으나, 1986년 민영 방송국 365의 설립과 더불어 365산하의 라디오 채널 Bylgjan, 텔레비전 채널 Stöð 2의 개국으로 독점체제가 무너졌다.

## 수신료 징수제
RÚV는 광고와 함께 세금으로 운영되고 있다. 2007년까지는 광고와 함께 수신료로 운영하였는데, 당시 수신료가 세계에서 가장 높은 수준이었다. 이는 적은 인구와 적은 방송시장으로 인해 인건비가 높은 이유를 들을 수 있다. 여기에 민영 지상파 방송사인 Stöð 2에 비해 자체 제작 프로그램의 비중이 매우 높아 프로그램 제작을 위한 제원 마련이 필요한 실정이었다.

## 텔레비전
- RÚV (텔레비전 채널) : "Stöð Eitt" 또는 "채널 1"이라고도 부른다.
- RÚV Textavarp : 문자 다중 방송: textavarp.is 보관됨 2010-01-19 - 웨이백 머신

## 라디오
- Rás 1 (채널 1)
- Rás 2 (채널 2)
- Rondó : 클래식 및 재즈 (디지털 전용 방송)

## 같이 보기
- RÚV (텔레비전 채널)